# Plebejus galliaealbicans
Plebejus galliaealbicans är en fjärilsart som beskrevs av Ruggero Verity 1939. Plebejus galliaealbicans ingår i släktet Plebejus och familjen juvelvingar. Inga underarter finns listade i Catalogue of Life.